# Československá futsalová reprezentace
Československá futsalová reprezentace reprezentovala Československo na mezinárodních turnajích ve futsalu. Fungovala pod záštitou asociace Československý fotbalový svaz. Ani jednou nepostoupila na mistrovství světa či mistrovství Evropy. V létě 1983 až 1992 odehrála celkem 20 zápasů, z toho 4 v kvalifikaci na Mistrovství světa 1992 v Hongkongu.